# ژوزف اچ ابرلی
 ژوزف اچ ابرلی (انگلیسی: Joseph H. Eberly؛ زاده ۲۴ مارس ۱۹۳۵) یک فیزیک‌دان در زمینه نورشناخت کوانتومی اهل ایالات متحده آمریکا است.